# Indenização aos ex-proprietários de escravos no Brasil
Antes da abolição da escravidão, em 1888 com a Lei Áurea, as leis do Ventre Livre (Lei nº 2 040, de 1871) e a do Sexagenário (Lei nº 3 270, de 1885) já previam indenizações aos ex-proprietários de escravos no Brasil. No entendimento de Agostinho Marques Perdigão Malheiro:
| “ | se a escravidão deve sua existência e conservação exclusivamente à lei positiva, é evidente que ela a pode extinguir. A obrigação de indenizar não é de rigor, segundo o Direito absoluto ou Natural; e apenas de equidade como conseqüência da própria lei positiva, que aquiesceu ao fato e lhe deu vigor como se fora uma verdadeira e legítima propriedade; essa propriedade fictícia é antes uma tolerância da lei por motivos especiais e de ordem pública, do que reconhecimento de um direito que tenha base e fundamento nas leis eternas (...) No julgamento sempre se deve decidir o mais favoravelmente que ser possa à liberdade. De modo que só se declare escravo e se mantenha como tal aquele sobre quem houver um direito evidente de propriedade; e ainda assim, se não for possível, em rigor ou ao menos por equidade e favor à liberdade, eximi-lo do cativeiro, posto que por meio de indenização ao senhor. | ” |

A Lei do Ventre Livre, também conhecida como lei do Rio Branco,￼ em seu art. 1º, §1º, que os filhos de escravas com até 8 anos incompletos são propriedade dos donos de suas mães. Chegada a idade de 8 anos, os senhores podem optar entre libertar a criança e receber uma indenização de 600$000 do Estado, ou de utilizar-se dos serviços do menor até a idade de 21 anos completos. No art. 8º da mesma Lei, determina-se que todos os escravos sejam cadastrados com declaração de nome, sexo, estado, aptidão para o trabalho e filiação.
Essa lei foi baseada no parecer apresentado pela Comissão Especial reunida na Câmara dos Deputados na sessão de 5 de junho de 1871, que discutia sobre a Abolição Immediata, ou diferida, sem indemnização. No entendimento da comissão, seria inconstitucional tal medida. Conforme o texto original deste parecer -:
| “ | Quanto á immediata, por qualquer fórma , já fica dito que a commissão entende não poder admiti-la. Sem indemnização, porém, seria monstruosidade. Direito ou facto, uso ou abuso, quem é o principal culpado da servidão? O Estado, que sem a poder proclamar legitima, a decretou legal. Se o Estado tem declarado que assegura ã propriedade de escravos as mesmas fianças que á restante propriedade. Acha-se radicalmente inhibido de fazer bancarrota da fé publica: nestes termos, o bonâ fide possuidor de escravos nem mesmo é um complice do legislador; é um cidadão, que se guiou por aquella prescripção constitucional que o desobriga de fazer ou deixar de fazer alguma cousa, a não ser em virtude da lei a culpa está na fonte; desde que ella despenha as aguas, como se lhes ha de prohibir que ao rio vão cavando o seu alveo natural . Arrancar, pois, instantaneamente o escravo ao senhor,sem indemniza-lo,. acto fôra de inqualificavel violencia. | ” |

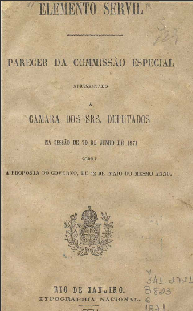
Parecer da Comissão Especial no Senado

Seguindo o que foi decidido sobre o cadastro dos escravos, a Lei do Sexagenário, em seu art. 1º, §3º, estipula o valor de cada escravo conforme a sua idade, variando de 900$000 a 200$000, sendo que o valor de escravas é 25% menor. O §8º do mesmo artigo trata da indenização dos senhores caso o cadastro dos escravos, se for obrigação de algum funcionário seu, não seja feito, uma vez que os escravos não cadastrados seriam automaticamente libertos. O art. 3º versa sobre a indenização dos senhores com base no valor de tabela dos escravos, sendo que uma porcentagem do valor seria deduzida de seu preço de acordo com o tempo que levou para o escravo ser liberto a partir de seu cadastro, variando de 2% de dedução se liberto no primeiro ano, a 12% de dedução se liberto do décimo primeiro ano em diante. No caso de escravos com idade entre 60 anos completos e 65 anos incompleto, segundo o art. 3º, §10, a indenização aos senhores pela sua alforria se dá pela prestação de serviço por um período de 3 anos. A partir de 65 anos, os escravos são libertos de qualquer obrigação para com o senhor mediante a sua alforria. O art. 4º, §4º, explicita, no entanto, que a regalia à indenização pela alforria dos escravos cessará com a extinção da escravidão, que se deu com a Abolição da Escravatura, em 1888. 

## Debates na Câmara dos Deputados
Em 23 de agosto de 1871, antes da publicação da Lei do Ventre Livre ( promulgada no mês seguinte, garantindo liberdade aos filhos de escravos nascidos no Brasil), o Senado decide, de forma Plenária, autorizar alforria dos escravos da nação, cujos serviços foram dados em usufruto à Coroa, independente de indenização.
Os últimos anos que antecederam a abolição da escravidão foram tumultuados na Câmara dos Deputados. Tentando acelerar o processo emancipatório, entraram em pauta projetos de leis que incentivassem o fim da escravidão pelo ressarcimento. Em 15 de julho de 1884, o deputado Antônio Felício dos Santos apresenta o Projeto de Lei nº 51 “dispondo que se proceda a nova matrícula de todos os escravos até julho de 1885, ficando livres os que não forem inscritos e cujo valor será arbitrado conforme o processo da lei para a libertação pelo fundo de emancipação”. O fundo de emancipação buscava reunir de maneira pecuniária, recursos para a obtenção do maior número de cartas da alforria, a indenização asseguraria a legitimidade da propriedade privada, princípio negado após a promulgação da lei da abolição, ao desclassificar o escravo como um objeto, uma propriedade. Esse fundo foi criado pela Lei do Vente Livre, em seu artigo 3. O projeto de lei proposto pelo deputado Antônio Felício dos Santos tinha, portanto, como função primordial o fim da escravidão, pelo simples fato de que, caso não efetuasse a nova matrícula requerida, o proprietário de escravo perderia a posse sobre o mesmo, restando-lhe apenas a justa indenização, prevista pelo fundo emancipatório. 

O movimento abolicionista sofreu contraposições da sociedade escravocrata na Câmara. Em 3 de setembro de 1884, o deputado e primeiro-secretário, Leopoldo Augusto Diocleciano de Melo e Cunha, prossegue o testemunho do Decreto nº 9 270 elaborado pelo então Ministro e Secretário de Estado dos Negócios do Império Felipe Franco de Sá, com o seguinte teor:  
“Usando da attribuição que me confere a Constituição Politica do Imperio no art. 101 § 5º, e tendo ouvido o Conselho de Estado, hei por bem dissolver a Camara dos Deputados e Convocar outra, que se reunirá extraordinariamente no dia 1º de Março do anno próximo vindouro.’’  
O motivo desta dissolução foram as contraposições criadas pelo Projeto de Lei de n°48, que buscava a implementação de novos impostos para o aumento do Fundo de Emancipação e concedendo liberdade aos maiores de 60 anos sem indenização. 
A dissolução da Câmara dos Deputados buscava frear os movimentos abolicionistas que estavam se concretizam, mas a oposição não conseguiu conter os ideias liberais. Uma ultima tentativa em assegurar o direito indenizatório após a escravidão foi proposta no dia 24 de maio de 1888, com o intuito de estabelecer, como bem descrito em seu preâmbulo: ‘’providencias complementares da Lei n° 3 353 de 13 de maio 1888,que extinguiu a escravidão’’. O deputado A. Coelho Rodrigues enviou a Câmara dos Deputado o projeto de lei n° 10, que mandava o governo indenizar, em títulos de divida pública, os prejuízos resultantes da extinção do elemento servil. Tal projeto sequer foi deliberado, uma vez que ia contra o já estabelecido nas Leis: Áurea, Sexagenário e do Ventre Livre.

### Alternativa à indenização
Estava em discussão também no senado, em 1888, a criação de bancos rurais, que no entendimento do então senador Pedro Leão Velloso:
| “ | a proposta sobre bancos agrícolas, apresentada pelo governo, sustenta que há nessa proposta de projecto de indemninação disfarçada; donde concluo que existe como que um accórdo em reconhecer que é justo, por meio de auxilio à lavoura, atenuar os males que lhe causou a lei de 13 de maio . | ” |

Documento original da Lei Áurea, assinado pela Princesa Isabel

Os Bancos Rurais eram instituições que visavam auxiliar e fomentar o progresso agrícola e industrial, por meio de empréstimos de capitais para o granjeio, arroteia, aquisição e melhoramento dos prédios rústicos e desenvolvimento da pequena indústria. Como dito pelo senador Leão Velloso era uma solução ao impacto causado à produção agrícola pela abolição da escravidão, de modo alternativo às indenizações aos ex-proprietários.

### Após a proibição da escravidão
Em 14 de dezembro de 1890, por decreto, em proposta feita por Joaquim Nabuco no ano de 1888, Rui Barbosa, empossado em sua função de Ministro da Fazenda, solicita a destruição de todos os livros de matrícula, documentos e papéis referentes à escravidão existentes no Ministério da Fazenda, de modo a impedir qualquer pesquisa naquele momento e posterior a ele que visasse a indenização de ex-proprietários de escravos. No entanto, essa decisão só foi efetivada em 13 de maio de 1891, na gestão de Tristão de Alencar Arapipe que, na ata do encontro que culminou em tal destruição, mandou analisar a situação do escravo sob o ponto de vista jurídico um ano antes, e as tendências abolicionistas naquela época. Rui Barbosa via na escravidão o maior dos problemas do Brasil, não tolerando meios-termos quanto ao seu fim, a exemplo das Leis do Ventre Livre e do Sexagenário: se é para deixar de existir a escravidão, que seja extinta por completo. O Ministro afirmava que, se era para alguém ser indenizado, deveriam ser os próprios ex-escravos. Porém, sabendo da impossibilidade desse acontecimento, a ideia de queimar seu acervo teve início.